# Pantelégrafo

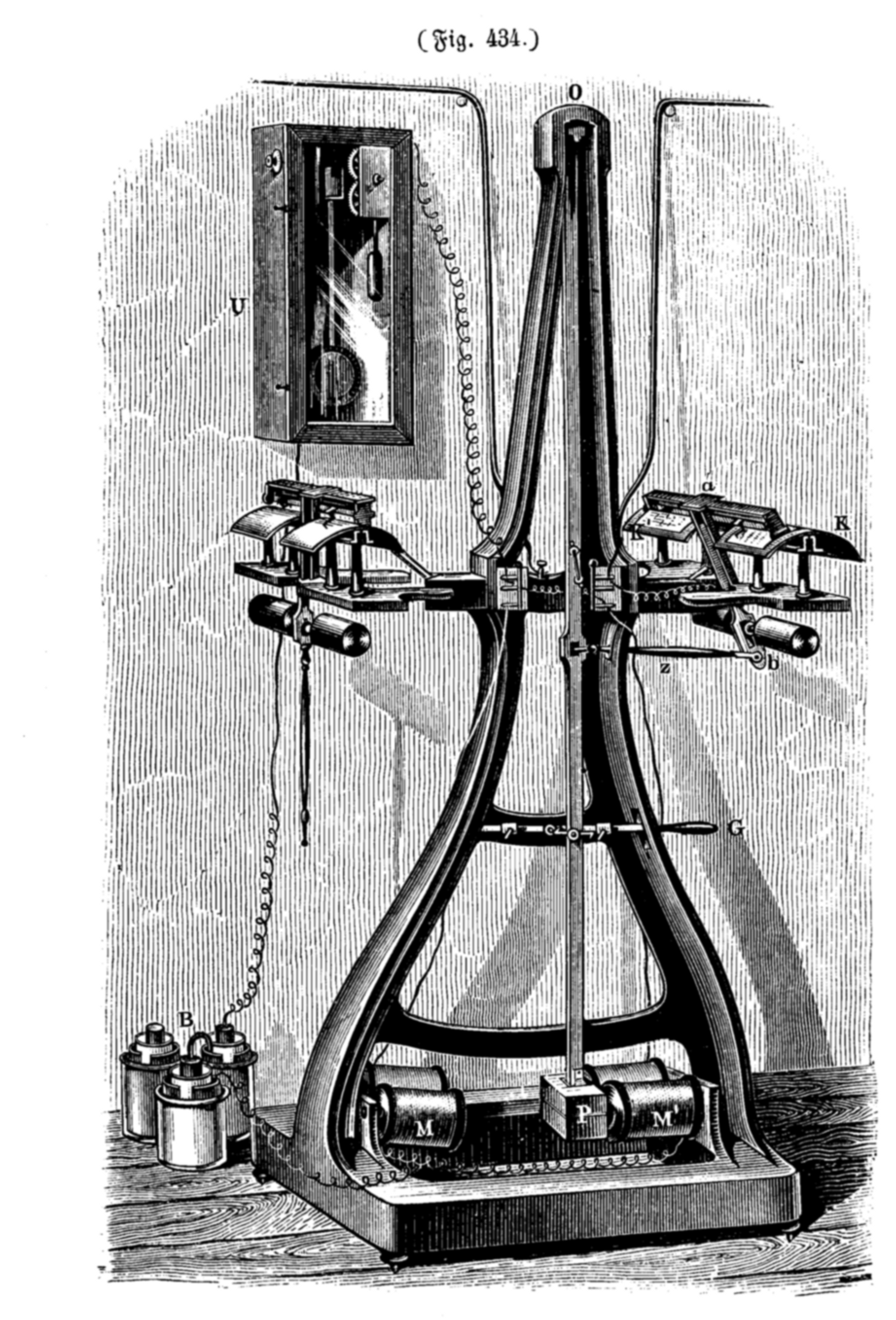
Pantelegraph

O pantelégrafo (do francês: o pantélégraphe) foi desenvolvido por Giovanni Caselli para o uso comercial em 1865.  Era um protótipo da actual máquina de fax. Tratava-se de um sistema capaz de emitir e de receber imagens sobre distâncias longas por através das linhas de telégrafo. É portanto o primeiro protótipo de uma máquina de fax a ser explorado comercialmente, o processo era no entanto diferente pois a transferência era utilizado um processo electroquímico.